# 910'erne
Århundreder: 9. århundrede – 10. århundrede – 11. århundrede
Årtier: 860'erne 870'erne 880'erne 890'erne 900'erne – 910'erne – 920'erne 930'erne 940'erne 950'erne 960'erne
År: 910 911 912 913 914 915 916 917 918 919